# مارغانيل (برشلونة)
بلدية مارغانيل (بالكاتالانية: Marganell) هي إحدى بلديات مقاطعة برشلونة، والتي تقع في منطقة كاتالونيا، شرق إسبانيا.
يبلغ عدد سكانها 292 نسمة وفقاً لإحصائية سنة (2007).